# CNA Idiomas
O CNA (Cultural Norte Americano) é uma rede de escolas de idiomas privada  brasileira, com foco no ensino de inglês e espanhol, fundada por Luiz Nogueira da Gama Neto.

## História
Luiz Nogueira da Gama Neto, depois de trabalhar como vendedor de tapetes nos Estados Unidos, começou a vender uma coleção de livros de inglês em Porto Alegre. Um dos seus vendedores, por iniciativa própria, passou a oferecer aulas de inglês a quem adquirisse a coleção. Gama Neto gostou da ideia e assim, na década de 1970, começava a história da rede CNA.

## Crescimento
Em 2014, a rede tinha cerca de seiscentas unidades, operando por meio do sistema de franchising em território nacional. Sua metodologia possui uma plataforma de ensino integrada que combina componentes presenciais e a distância. Um dos projetos da rede, o Speaking Exchange, foi premiado no Festival Cannes Lions 2014. O modelo de negócio do CNA também foi premiado pela Associação Brasileira de Franchising e pela revista Pequenas Empresas & Grandes Negócios. O CNA é também centro aplicador dos exames internacionais de proficiência Cambridge English.[carece de fontes?] O faturamento da rede em 2012 foi de R$ 600 milhões, em 2013 foi R$ 775 milhões e a previsão para 2014 era de R$ 925 milhões, um crescimento de 19,3% em relação a 2013.

## Fundação CNA
A Fundação CNA (Associação Moacyr Nogueira da Gama Neto) nasceu em 2002 e está localizada no Jardim Amália, bairro situado no Campo Limpo, Zona Sul de São Paulo, uma das regiões mais carentes da cidade.
Atualmente, atende cerca de 700 crianças de 3 a 6 anos, proporcionando educação infantil (Jardim, Pré I e Pré II), material didático, uniforme, alimentação e cuidados com a saúde. As crianças da Fundação ainda participam de uma série de atividades complementares, como aulas de inglês, aulas de música, uso de tecnologia e sessões de filmes em uma sala especial de cinema. Tudo isso em uma área de 2600 metros quadrados. 
A Fundação possui ainda uma clínica odontológica, que oferece tratamentos e atendimento preventivo às crianças e seus familiares em um trabalho conduzido por profissionais especializados em odontopediatria. São mais de 40 tratamentos dentários por mês. 
Uma série de ações sociais complementam o trabalho da Fundação CNA junto às crianças e famílias da região. Anualmente, é realizado um mapeamento para entrega de cestas básicas às famílias mais carentes, que totalizam mais de 30 mil cestas entregues por mês. Além disso, as mães dos alunos da Fundação ainda podem participar do curso livre de corte e costura, com o objetivo de inseri-las para o mercado de trabalho. 
Em parceria com os centros de saúde, a Fundação também é polo de vacinação durante as campanhas realizadas periodicamente pelo Ministério da Saúde. Os coordenadores da Fundação ainda são capacitados a controlar a carteirinha de vacinação das crianças. 